# Jimmy Wallis
Jimmy Wallis, angleški hokejist na travi, * 13. junij 1974, London.
Sodeloval je v hokeju na poletnih olimpijskih igrah leta 2000 in leta 2004.